# Université de médecine de Wrocław
L’université de médecine de Wrocław (Uniwersytet Medyczny we Wrocławiu) est un établissement public d'enseignement supérieur et de recherche polonais situé à Wrocław, la capitale de Basse-Silésie.

## Histoire
La première faculté de médecine de Wrocław (Breslau) a été fondée en 1811, année de création de la Friedrich-Wilhelms-Universität par réunion de la Leopoldina des jésuites et la Viadrina protestante de Francfort-sur-l'Oder.
Après la Seconde Guerre mondiale et le départ des professeurs allemands, la faculté de médecine de la nouvelle université de Wrocław est parmi les premières créées, avec des professeurs polonais venus de la faculté de médecine de Lwów, dont l'université Jean-Casimir devient soviétique avec des professeurs ukrainiens et russes. En 1950, la faculté de médecine et la faculté de pharmacie sont détachées de l’université pour constituer l’Académie de médecine de Wrocław.
En 2012, elle prend le nom d'Université de médecine de Wrocław dédiée aux Piast de Silésie (pl) (Uniwersytet Medyczny im. Piastów Śląskich we Wrocławiu).

### Liste des recteurs
- Zygmunt Albert (pl) (1950 – 1954)
- Antoni Falkiewicz (pl) (1954 – 1957)
- Bogusław Bobrański (pl) (1957 – 1962)
- Aleksander Kleczeński (pl) (1962 – 1965)
- Tadeusz Baranowski (1965 – 1968)
- Leonard Kuczyński (pl) (1968 – 1972)
- Stanisław Iwankiewicz (pl) (1972 – 1978)
- Eugeniusz Rogalski (pl) (1978 – 1981)
- Marian Wilimowski (pl) (1981 – 1984, 1984 – 1987)
- Bogdan Łazarkiewicz (pl) (1987 – 1990)
- Zbigniew Knapik (pl) (1990 – 1993)
- Jerzy Czernik (pl) (1993 – 1999)
- Leszek Paradowski (pl) (1996 – 2005)
- Ryszard Andrzejak (pl) (2005 - suspendu en 2010, démissionnaire en avril 2011)
- Marek Ziętek (pl) faisant fonction de 2010 à avril 2011)
- Jerzy Rudnicki (pl) intérim d'avril à mai 2011)
- Marek Ziętek (pl) (2011-)

## Facultés
- Faculté de médecine (Wydział Lekarski) - possibilité de suivre un cursus en anglais
- Faculté de stomatologie (Wydział Lekarsko-Stomatologiczny) - possibilité de suivre un cursus en anglais
- Faculté de pharmacie et d'analyse médicale (Wydział Farmaceutyczny z Oddziałem Analityki Medycznej)
- Faculté de sciences de la santé (Wydział Nauk o Zdrowiu, jusqu'en 2008 : Santé publique, Zdrowia Publicznego)
- Faculté de médecine de formation post-diplôme (Wydział Lekarski Kształcenia Podyplomowego)